# Onda su onda (film)
Onda su onda è un film del 2016 diretto da Rocco Papaleo, alla sua terza regia dopo Basilicata Coast to Coast (2010) ed Una piccola impresa meridionale (2013).

## Trama
Gegè Cristofori, esuberante cantante di musica leggera da decenni in crisi economica e di popolarità, riceve un invito da una sedicente miliardaria sud americana, per ritornare in Uruguay a Montevideo dove circa trenta anni prima si era esibito con un certo successo. Non avendo il denaro sufficiente per acquistare il volo aereo, si imbarca come passeggero su una nave Roll-on/roll-off della Grimaldi Lines.
La promessa di tenere un concerto è l'occasione della sua vita visto che in Italia ormai è del tutto sconosciuto e nessuna sua immagine compare su Internet. Sulla nave incontra Ruggero, cuoco solitario che non scende a terra da quattro anni essendo in crisi sentimentale dopo una penosa storia d'amore con una minorenne. Da subito scatta un'istintiva antipatia; per fargli un dispetto chiude Gegè nella cella frigorifera. Questo incidente causa a Gegè un improvviso abbassamento della voce non curabile a bordo. Arrivati a Montevideo, Gegè, accompagnato da Ruggero, viene visitato in ospedale e la prima diagnosi accerta un blocco delle corde vocali. Sentendosi responsabilie dall'accaduto, Ruggero finge con l'organizzazione di essere lui Gegè il cantante.
La miliardaria sudamericana, in realtà, è la produttrice di un programma televisivo che ricerca persone che si sono perse di vista. Gegè Cristofori infatti, trent'anni prima aveva avuto una notte d'amore con una ragazza e, ritornato subito in Italia, non aveva mai saputo che gli era nata una figlia, Gilda Mandarino. Gilda, quindi, crede che Ruggero sia suo padre, e quando egli, innamoratosene, cerca di baciarla, va in crisi temendo l'incesto. Nel frattempo Gegè Cristofori, ancora una volta ricoverato presso l'ospedale, riceve la notizia di essere affetto da un tumore alla gola. Decide quindi di riconoscere la figlia e accetta comunque di partecipare allo spettacolo televisivo dove canta in play back la sua canzone più famosa che riscuote un immediato successo.
Ruggero e Gilda, in visita al cimitero, depongono i fiori sulla tomba della madre di Gilda che ora accoglie anche le spoglie di Gegè Cristofori.

## Colonna sonora
La colonna sonora è stata scritta da Francesco Accardo e Rudy Pusateri con la collaborazione dello stesso Rocco Papaleo e da Francesco Kekko Montefiore. In particolare la canzone Buena Onda è di Rocco Papaleo, mentre tra i "bonus track" della colonna sonora è la canzone Librame di Luz Cipriota e Dante Spinetta.

## Produzione
Le riprese del film, tra l'Italia e l'Uruguay, sono cominciate nel luglio del 2015. I produttori sono Indiana Production e Less is more Produzioni.

## Distribuzione
Il film è stato distribuito nelle sale cinematografiche il 18 febbraio 2016 dalla Warner Bros. Entertainment Italia.